# Cordia boissieri

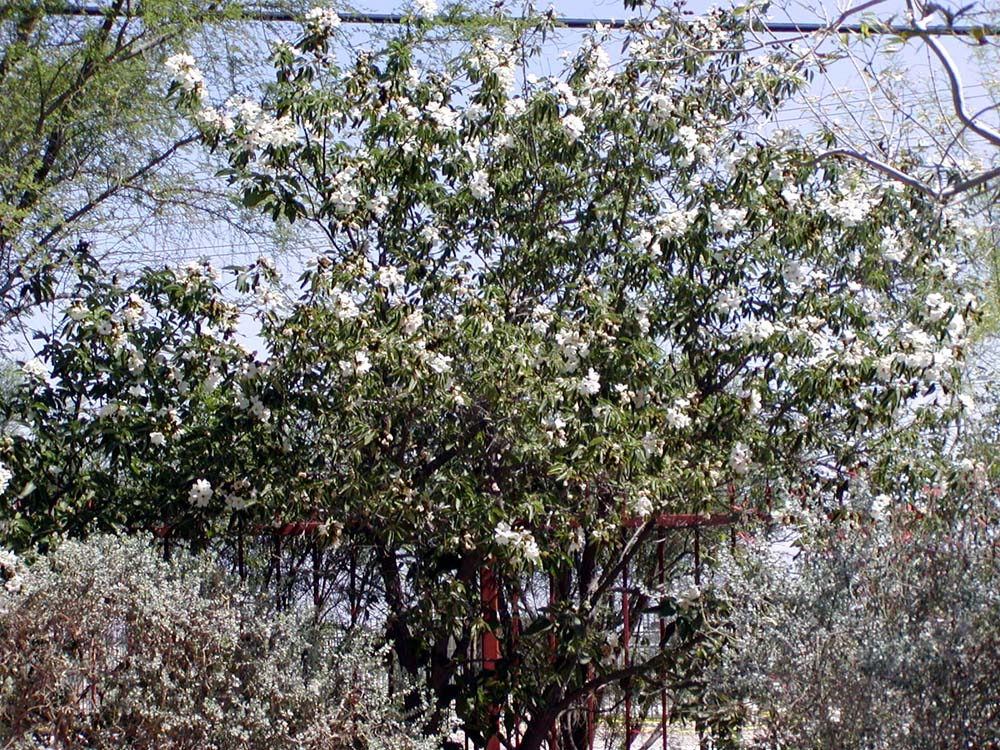
Cordia boissieri

Die Cordia boissieri ist eine Laubbaumart aus der Gattung der Kordien (Cordia) in der Familie der Raublattgewächse (Boraginaceae). Die Art ist im südlichen Nordamerika heimisch.
Namen für die Art an den Naturstandorten sind „Texas Olive“ und „Wild Olive“ (englisch) sowie „Anacahuita“ (spanisch).

## Beschreibung
Cordia boissieri ist ein langsamwüchsiger Strauch oder kleiner Baum mit Wuchshöhen bis 6 Meter, selten etwas darüber. Sie ist oft immergrün, an kälteren Standorten dagegen sommergrün; sie verliert bereits bei leichteren Frösten viele Blätter. Die Rinde ist dünn und mechanisch leicht verletzbar. Die silbriggrün Laubblätter sind obovat (umgekehrt-eiförmig) und bis 12 cm lang.
Die Blütezeit geht normalerweise vom Spätfrühling bis zum Frühsommer; an manchen Standorten blüht Cordia boissieri jedoch mehrmals im Jahr oder sogar ununterbrochen während der ganzen Vegetationsperiode. Die trompetenförmigen Blüten sind etwa 4 bis 7 cm groß; sie sind überwiegend weiß, aber innen gelb.
Die Frucht ist rundlich, gelbgrün und etwa 2,5 cm groß; sie enthält einen, seltener bis zu vier Samen. Die Früchte sind roh leicht giftig und können Schwindelgefühl verursachen; zumindest gekocht sind sie gefahrlos genießbar. Die Früchte werden von Vögeln gefressen.

## Verbreitung und Standort
Die Heimat der Cordia boissieri reicht vom US-Bundesstaat Texas südlich bis nach Zentralmexiko; die Vorkommen erstrecken sich über die mexikanischen Bundesstaaten Coahuila, Nuevo León, San Luis Potosi, Tamaulipas und Veracruz. Die natürlichen Vorkommen sind so selten, dass die Pflanze als im Bestand bedroht gilt.
Die Pflanzen vertragen Frost bis etwa −8 °C. In weiteren klimatisch besonders milden Gebieten der südlichen USA, unter anderem in Kalifornien, Arizona und Florida, wird sie als Zierbaum kultiviert.

## Vermehrung
Die Vermehrung aus Samen ist etwas schwierig; zum Keimen sind Temperaturen über 35 °C günstig. Bequemer ist die Vermehrung aus im Sommer geschnittenen Stecklingen.

## Sonstiges
Im „National Register of Big Trees“ von „American Forests“ ist ein besonders stattliches Exemplar der Cordia boisseri aus Mercedes im US-Bundesstaat Texas eingetragen. Seine Maße (Stand 1995) waren 7,5 m Höhe, Kronendurchmesser 11,6 m und 0,6 m Stammdurchmesser.

## Systematik
Die Erstbeschreibung von Alphonse Louis Pierre Pyrame de Candolle wurde 1845 veröffentlicht.
Das Artepitheton ehrt den schweizerischen Botaniker Pierre Edmond Boissier (1810–1885).